# Antaisaka

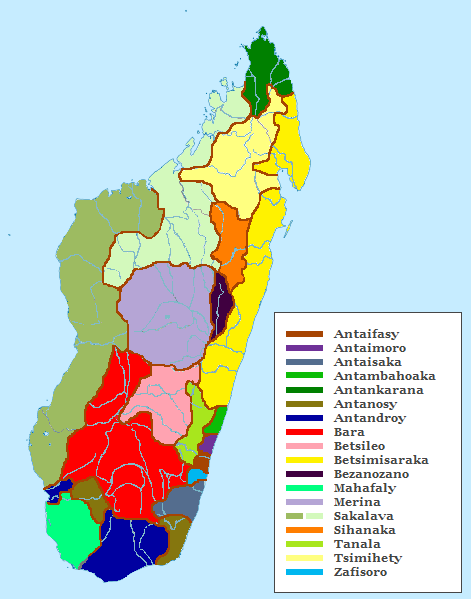
Rozmieszczenie ludów Madagaskaru

Antaisaka, zwani także Taisaka lub Tesaki – jedna z największych grup etnicznych zamieszkujących południowo-wschodni Madagaskar, według własnej tradycji stanowią odnogę plemienia Sakalawa, a ich legendarnym założycielem był Andriamandresy. Sama grupa dzieli się na kilka mniejszych podgrup, takich jak Antaimoros, Antambahaoka, Antaifasy i Sahafatra.
Około 1987 roku populacja plemienia wynosiła około 650 tysięcy osób.

## Tradycje
Zamieszkują na wschód od miasta Farafangana na południowo-wschodnim wybrzeżu, ale stają się coraz bardziej rozproszeni na terytorium całej wyspy, stanowiąc większość jej pracowników migracyjnych. W związku z tym już w 1970 roku 40% plemienia mieszkało poza swoją ojczyzną. Głowa rodziny wyznacza, który mężczyzna w rodzinie musi danego roku wyemigrować, by zarobić pieniądze na opłacenie podatków, bydło, ubrania, dobra luksusowe, a co najważniejsze – ceremonie pogrzebowe i utrzymanie rodzinnych grobów. Pieniądze zarobione poza terenem społeczności są następnie w całości przekazywane na rzecz społeczności, a sam powracający członek rodziny musi przejść odpowiednie rytuały oczyszczenia.
Ci Antaisaka, którzy nie przemieszczają się w poszukiwaniu pracy, zajmują się uprawą kawy, bananów i ryżu (ale tylko kobiety zajmują się zbiorem ryżu). 
Wśród członków plemienia panuje silne tabu związane z małżeństwem.
W domach budowanych wśród Antaisaka popularne jest wstawianie drugich drzwi zlokalizowanych po wschodniej stronie, którymi opuszczają dom jedynie zwłoki. Zmarli są następnie składani do specjalnie zbudowanego wspólnego domu pogrzebowego zwanego kibory, gdzie suszy się zwłoki przez okres 2–3 lat.

## Pochodzenie
Arystokracja plemienia składa się ze spokrewnionych ze sobą linii Rabehava, Zarafaniliha i Zaramanampi, które pierwotnie pochodzą z terenów rzeki Mangoky na zachodnim wybrzeżu, które osiedliły się w pobliżu rzeki Mananara w XVII wieku.

### Genetyka
Genetycznie, biorąc pod uwagę mitochondrialny DNA, Antaisaka stanowią mieszankę proporcji 54% alleli genów austronezyjskiego pochodzenia (ludy austronezyjskie) i 46% genów afrykańskiego pochodzenia (Bantu). W przypadku linii męskich natomiast allele genów afrykańskiego pochodzenia stanowią znaczącą przewagę, będąc w proporcji 20:74%; w grupie nie znajdują się także żadne nowe wariacje genowe z terenów Eurazji, Indii, ani Bliskiego Wschodu, a które obecne są w różnym stopniu w innych grupach.